# 사원전
사원전(寺院田)은 고려 시대 전시과의 제정(制定)과 더불어 사찰에 분급된 토지이다. 고려 때의 사원은 전시과의 규정에 따라 분급된 토지 이외에 왕의 기증 또는 신도(信徒)들의 시납(施納)으로 막대한 토지를 차지하였다. 또한 별사전(別賜田)으로 승직에 있는 대덕(大德)·대통(大通) 등에게도 토지를 주었으므로 사원은 많은 토지를 가질 수 있었다. 사원전은 사원에서 멀리 떨어져 있는 경우가 많았으나, 한편 그 영역 내에서 넓은 전장(田莊)을 경영하고 있었다. 경작(耕作)은 승려의 노동 또는 사노(寺奴)의 사역에 의하기도 하였으나 예속 농민의 경작이 지배적이었다. 사원전은 면세(免稅)·면역(免役)의 특권을 가지고 있어서 그 토지가 점차 확대해 갔고, 또 고리대적 활동을 통해서 승려들은 종교적 귀족으로서 세속적 유락(愉樂)과 권력을 누릴 수 있었다.